# Hedströmska kilen

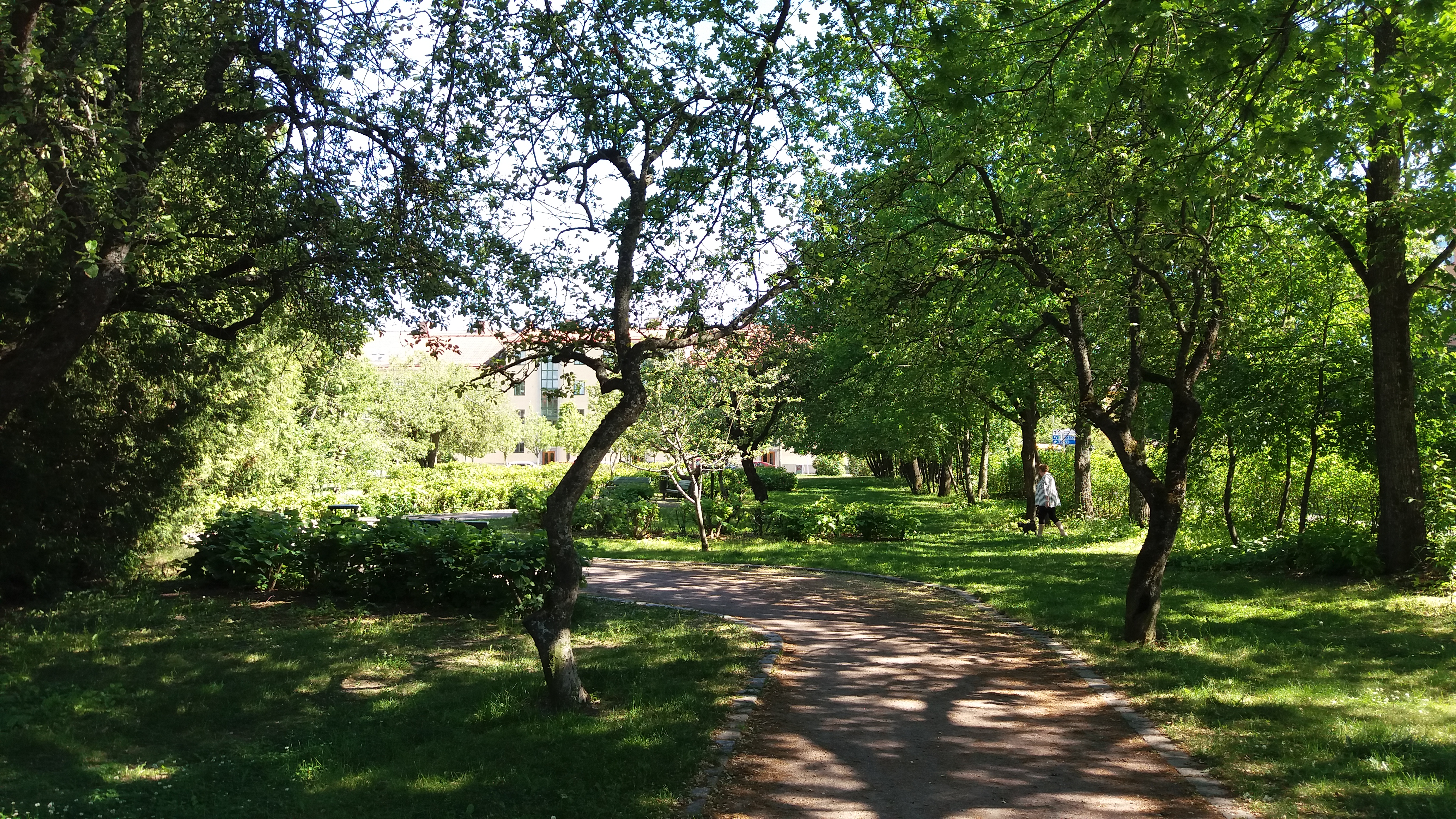
Hedströmska kilen.

Hedströmska kilen är en kilformad park i stadsdelen Luthagen i Uppsala gränsande till Börjegatan, Kyrkogårdsgatan och Geijersgatan. Där finns äppelträd och slingrande lindhäckar. Hedströms trädgårdsmästeri låg tidigare på platsen. Parken var länge officiellt namnlös men har kallats Hedströmska kilen sedan länge. År 2013 beslutade Uppsala kommun att parken även officiellt ska heta Hedströmska kilen.